# Dumnonia

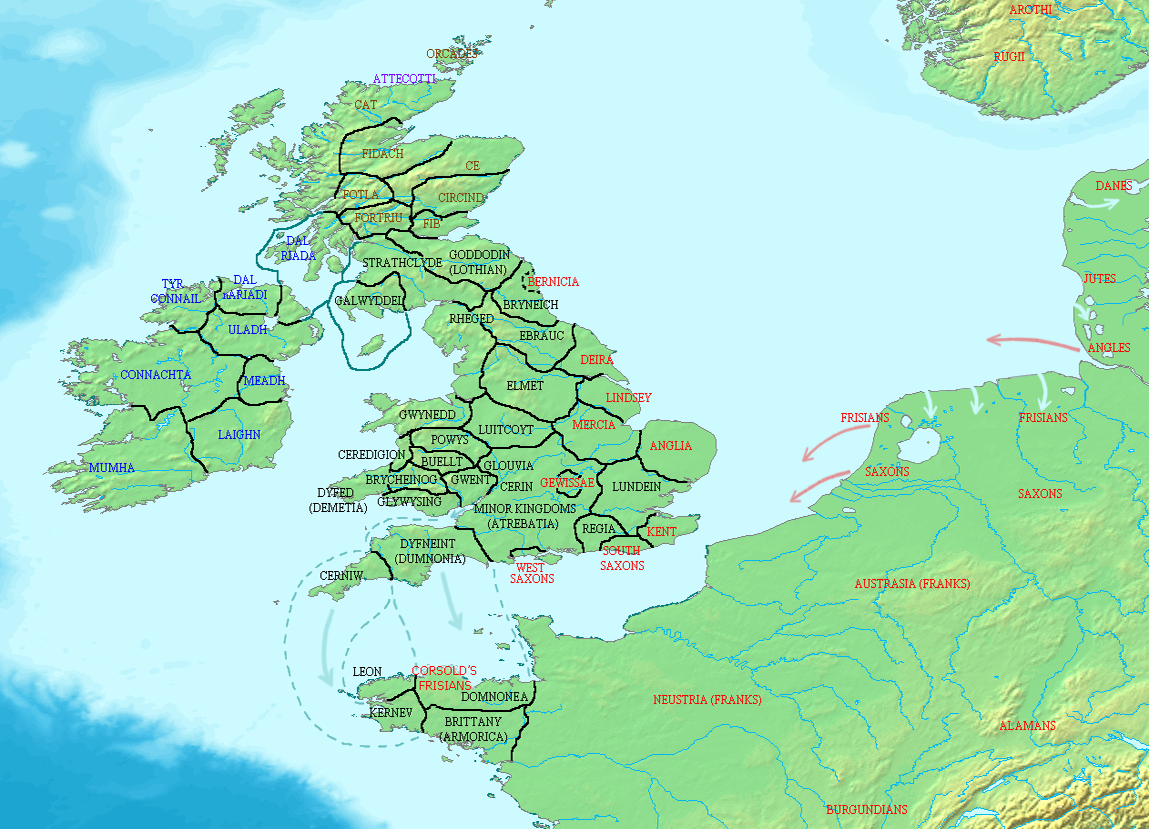
Britannien ca. 500

Dumnonia war ein keltisches Königreich im nachrömischen Britannien. Seine Lage befand sich im Südwesten des heutigen Englands und umfasste das Gebiet der heutigen Grafschaft Devon, sowie den größten Teil Somersets und möglicherweise einen Teil Dorsets. Seine Ostgrenze ist nicht mit Sicherheit festzustellen. Constantin von Dumnonia, ein König des frühen 6. Jahrhunderts, brachte Cornwall als Unterkönigtum unter die Kontrolle seines Reiches. Das Reich bestand etwa vom Ende des 4. Jahrhunderts bis ins frühe 9. Jahrhundert.

## Name und Sprache
Der Name des Königreichs ist von dem Namen des keltischen Stammes der Dumnonier (Lat. Dumnonii) abgeleitet, der schon vor der Eroberung Britanniens durch die Römer in dieser Region lebte.
Dumnonia, mit seinen Varianten Damnonia und Domnonia, ist die lateinische Bezeichnung für das Territorium. Von den Sachsen des benachbarten Wessex wurde es das Königreich der Westwaliser genannt. Auf altwalisisch sowie auch in der ursprünglichen Sprache der Britonen war es bekannt als Dyfneint. Diese Form hat sich im Namen der Grafschaft Devon erhalten, so wie auch im modernen Walisischen (Dyfnaint) und im Kornischen (Dewans).
Die Dumnonier sprachen einen Dialekt des Keltischen, der dem Altkornischen ähnlich gewesen sein dürfte. Die Anwesenheit von Siedlern aus Irland wird durch Funde von mit Ogham-Schrift versehenen Steinen bestätigt.

## Geschichte
Während der römischen Besatzungszeit Britanniens stand Dumnonia als Civitas unter römischer Verwaltung. Die ursprüngliche Hauptstadt wird Exeter gewesen sein, bei den Römern als Isca Dumnoniorum und bei den Briten als Caeresk bekannt. Isca Dumnoniorum war der Hauptort der römischen civitas der Dumnonier. Da das Königreich während der dunklen Jahrhunderte bestand, gewinnen die wenigen Inschriften auf Stein an Bedeutung.

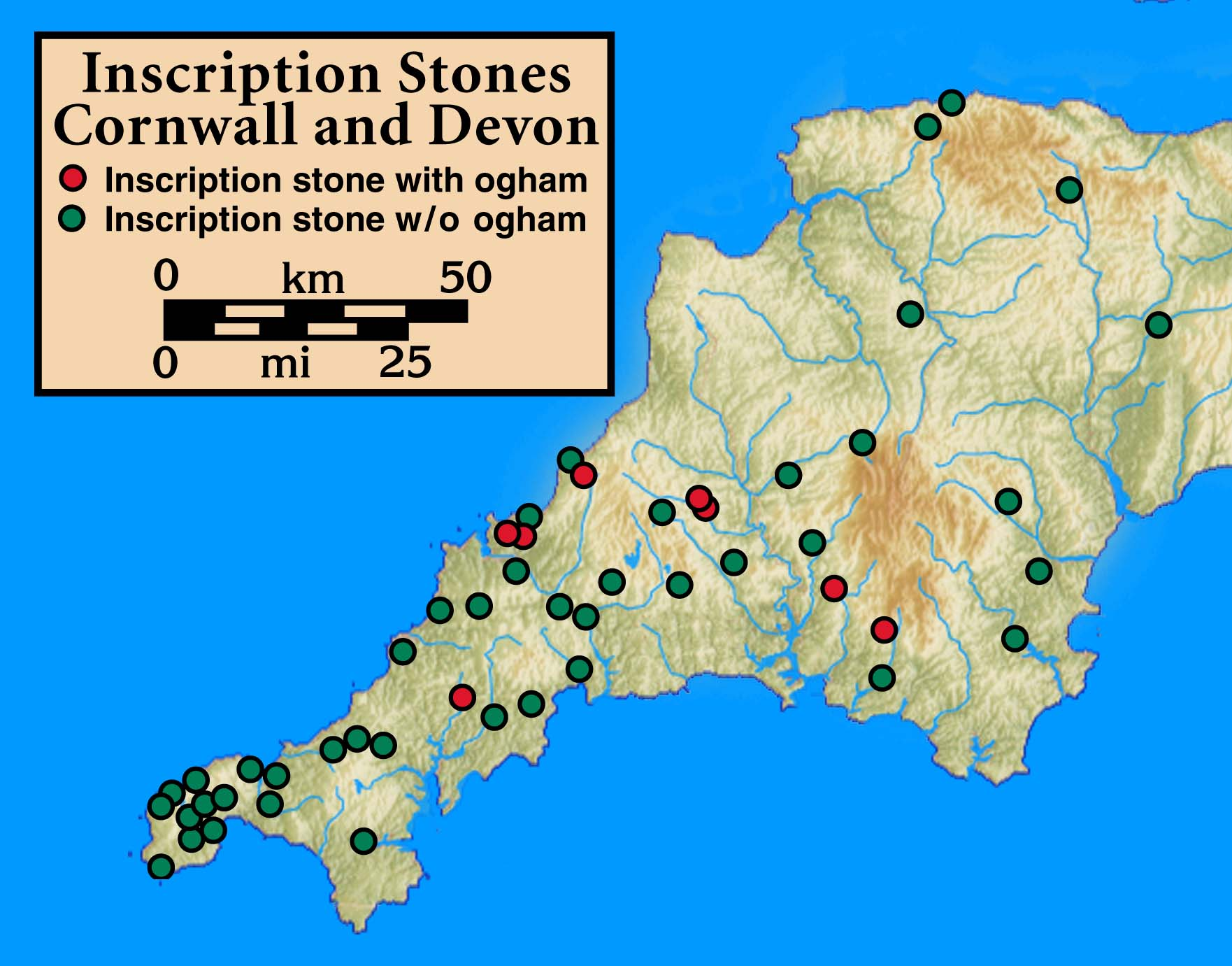
Ogham Inschriften in Cornwall

Das eigentliche Königreich Dumnonia bildete sich während des späten 4. Jahrhunderts parallel zum Schwinden der römischen Zentralgewalt heraus; spätestens mit dem Abzug der Römer aus Großbritannien im Jahr 410 wurde Dumnonia dann vollkommen unabhängig. Es ist nicht sicher, ob Dumnonia ein geeintes Königreich war, oder ein Zusammenschluss mehrerer Kleinkönigreiche. Cornwall scheint in jedem Falle ein beträchtliches Maß an Unabhängigkeit gehabt zu haben, da es möglicherweise auf dem Gebiet eines Unterstammes basierte, nämlich der Cornovii.
Der Niedergang des Königreiches begann, als ein Großteil des Herrschaftsgebietes zwischen 652 und 685 an die Westsachsen fiel. Cornwall als Teil des ehemaligen Reiches konnte seine Unabhängigkeit noch bis ins 9. Jahrhundert bewahren.
Bereits seit Anfang des 7. Jahrhunderts hatte sich die Auseinandersetzung mit dem Königreich Wessex verschärft. Spätestens 658 verlor Dumnonia die Kontrolle über das Gebiet von Somerset, das sich nördlich und östlich des River Parrett befand und 710 verlor es den Rest Somersets. Spätestens 20 Jahre später war auch der Rest Devons an das Königreich Wessex verlorengegangen. Dieser sich bis in das 9. Jahrhundert hinziehende Konflikt, der mit dem Aufgehen Dumnonias in Wessex endete, führte zu einer kontinuierlichen Flüchtlingsbewegung aus dem Südwesten des heutigen Englands in die Bretagne, wo die Toponyme Domnonée und Cornouaille auf diese Einwanderung hinweisen. Von Exeter wird jedoch berichtet, dass die keltische Bevölkerung bis ins 10. Jahrhundert gleichberechtigt neben den später zugewanderten Sachsen lebte. Diesem Zustand bereitete erst König Æthelstan von Wessex ein Ende. Ein Teil Exeters behielt bis ins 18. Jahrhundert den Namen Little Britain. Æthelstan war es auch, der die Westgrenze Wessex' am Fluss Tamar festlegte, wodurch die Eingliederung Dumnonias in das Königreich Wessex noch einmal bekräftigt wurde.
Dumnonia ist außergewöhnlich wegen seiner großen Zahl an Siedlungen aus romano-britannischer Zeit. Wie auch in anderen britischen Gebieten wurden eisenzeitliche Wallburgen, als Beispiel sei Cadbury Castle genannt, im Laufe des 5. Jahrhunderts wiederhergestellt und befestigt und fungierten als Herrschersitze. Andere dagegen, so zum Beispiel Tintagel, wurden neu errichtet. Importierte, nachrömische Keramik wurde bei Ausgrabungen in der Region gefunden, ein Indiz, dass Dumnonia Handelsbeziehungen zum restlichen Europa unterhielt.

## Herrscher von Dumnonia
In den Quellen werden nur wenige Herrscher Dumnonias genannt und sind historisch verifizierbar:
- Cynfawr – der Name erscheint in einer Inschrift auf dem sogenannten Drustanus-Stein in Fowey (Cornwall) als Cunomorus.
- Constantin von Dumnonia – wird von Gildas als Tyrann in Dumnonia erwähnt.
- Geraint – wird in der Angelsächsischen Chronik im Jahr 710 als König gegen die Westsachsen kämpfend erwähnt.